# Dapeng Hu
Dapeng Hu (kinesiska: 大鹏湖) är en sjö i Kina. Den ligger i den autonoma regionen Tibet, i den sydvästra delen av landet, omkring 810 kilometer nordväst om regionhuvudstaden Lhasa. Dapeng Hu ligger 5 025 meter över havet. Arean är 5,5 kvadratkilometer. Trakten runt Dapeng Hu är ofruktbar med lite eller ingen växtlighet. Den sträcker sig 4,3 kilometer i nord-sydlig riktning, och 2,5 kilometer i öst-västlig riktning.
Genomsnittlig årsnederbörd är 197 millimeter. Den regnigaste månaden är juni, med i genomsnitt 45 mm nederbörd, och den torraste är november, med 2 mm nederbörd.